# Katie Morgan
Katie Morgan (Los Angeles, 17 maart 1980) is een Amerikaans voormalige pornoactrice en huidige radiopresentator.

## Biografie
In 2000 werd Sarah Carradine (echte naam van Katie Morgan) betrapt met meer dan 45 kg marihuana aan de Amerikaans-Mexicaanse grens. Om haar schulden te betalen ging ze de pornowereld in. Op haar 24ste liet ze een borstvergroting doen om meer rollen te kunnen krijgen. In 2008 stopte te met acteren in pornofilms. Ze kreeg een rol in de mainstreamfilm Zack and Miri Make a Porno. Hier leerde ze ook haar toekomstige man, Jim Jackman kennen. 

## Filmografie (selectie)
- Black Cravings 4 (2001)
- There's Something About Jack 14 (2001)
- Nineteen Video Magazine 46: College Girls (2001)
- Grrl Power! 9 (2001)
- Girls Home Alone 15 (2001)
- Extreme Teen 17 (2001)
- Cunt Hunt (2002)
- Big Bottom Sadie (2002)
- Black Dicks in White Chicks 3 (2002)
- Dude, Where's My Dildo? (2002)
- Pussyman's Teenland 2 (2002)
- Farmer's Daughters Down South (2002)
- Kelly the Coed 14 (2003)
- Space Nuts (2003)
- Dirty Little Cheaters (2003)
- Charm School Brats (2003)
- 100% Strap-on (2003)
- Love and Bullets (2004)
- Zodiac Rising (2004)
- Thirty Days in the Hole (2004)
- Seven Year Itch (2004)
- High Desert Pirates (2004)
- Blonde Eye for the Black Guy 2 (2004)
- Absolutely Adorable (2004)
- Wonderland (2005)
- Camp Cuddly Pines Powertool Massacre (2005)
- The End Game (2005)
- Private Eyes (2005)
- Interracial Cum Junkies 3 (2005)
- Sexpose' 3: Brittney Skye (2006)
- Clique (2006)
- Federal Breast Inspectors (2006)
- 100% American Made (2006)
- All In: A Wild Night in Vegas (2006)
- Naked Illusions (2006)
- Scandalous (2006)
- Supernatural (2007)
- Spunk'd: The Movie (2007)
- Dancing with the Porn Stars (2007)
- The Erotic Ghost Whisperer (2008)
- Desperate Housewhores: Butt Hole in One (2008)
- Zack and Miri Make a Porno (2008) (reguliere film)
- The Love Box (2008)
- Who's Killing the Pets? (2008)
- That Voodoo That You Do (2008)
- Fleshdance (2008)
- Shoot the Hero (2010) (reguliere film)
- L!fe Happens (2011) (reguliere film)
- Lex's Breast Fest 6 (2015)
- Bikini Model Mayhem (2016) (reguliere film)
- Republican Candidate Wife Swap (2016)
- Bad Girls Behind Bars (2016) (reguliere film)
- Vixens from Venus (2016) (reguliere film)
- Stepmom Swap (2016)
- Stop Fucking My Friends (2016)
- Lesbian House Hunters Part 14 (2017)
- Bad Babes Inc. (2017)
- Losers Never Get Laid!!! (2018)

- Library of Congress Control Number: no2009018446
- Virtual International Authority File: 78931967
- WorldCat: E39PBJwmYKPDf78wGhM7TG3xXd